# Afric Simone
Afric Simone, rodným jménem Henrique Joaquim Simone, (* 10. října 1939 Inhambane) je mosambický zpěvák, multiinstrumentalista a bavič. Proslul se především svými hity z roku 1975 „Ramaya“ a velmi známou „Hafanana“. 
Nejpopulárnější byl v letech 1975–1980, a to jak na východě, tak v západních zemích (turné měl v Polsku, NDR, SSSR a v Československu). Při vystoupeních propagoval umění breakdance a beatbox.
Nejznámějším českým interpretem jeho melodií byl Daniel Nekonečný.

## Dětství a mládí
Narodil se v Inhambane brazilskému otci a africké matce, pocházející z  Mosambiku. Brzy po Africově narození se jeho rodiče přestěhovali do Brazílie.
Po smrti svého otce se ve věku 9 let s matkou přestěhoval do Mosambiku. Po otcově smrti musel Afric opustit školu a začít pracovat, aby pomohl matce a sestrám. Dělal hlídání v rodině místního lékaře – a neustále pro dítě zpíval.
Ve věku 15 let se Simone a jeho přítel přestěhovali do hlavního města Mosambiku, Maputo, a začali studovat zedníky. Po skončení lekce Simone a jeho přítel, aby si vydělali nějaké peníze, vystoupili v ulicích města: hráli na kytaru, zpívali a tančili. 
Manažer jednoho z hotelů v Maputu si všiml 2 talentovaných mladých provinciálů a pozval je, aby vystoupili v hotelové restauraci. Od té doby měl Simone 3 zaměstnání najednou: o víkendu hrál na kytaru a zpíval v hotelu a během pracovního týdne přes den pracoval jako zedník a večer vystupoval na ulici.
Trvalo to přibližně 2 roky a Simone si pomalu získával místní popularitu: lidé ho začali poznávat na ulici a psaly o něm i místní noviny. Od roku 1961 Simone vystupuje pod uměleckým jménem Kid-kid. Pak si mladého hudebníka všiml profesionální hudební manažer z Jižní Afriky.

## Profesionální kariéra
V letech 1965 až 1971 vydal Simone – pod uměleckým jménem Monsieur Afrique – pět singlů: Black Dynamite v roce 1965 na Ariole, El Matador v roce 1969 na Teldec, Washboard Man v roce 1970 na Polydor Records a Ich bin der grösste Lacher na Telefunken také v roce 1970; pak Fire Fire Fire v roce 1971 s Hansa Records.
V roce 1972 vydal Simone (pod uměleckým jménem Simón el Africano) singl Barracuda v Jižní Americe. Singl přinesl Simone #1 v žebříčcích mnoha jihoamerických zemí. Poté Simone začal trávit více času vystupováním v Jižní Americe, zejména v Brazílii, než v Africe.
V určitém okamžiku se Africův manažer rozhodl odjet do Londýna v naději, že evropský trh dá Africe více příležitostí. V roce 1974 byl v Evropě znovu vydán singl Barracuda - pod uměleckým jménem Afric Simone.  Očekávaný průlom se nekonal, ale Afric a jeho manažer čelili evropskému showbyznysu, získali nové zkušenosti a mohli si lépe uvědomit, jaký hudební styl by mohl fungovat. 
Afric Simone dále při koncertování po celé Evropě získával zkušenosti. Měl štěstí, že ho v Paříži viděl francouzský hudební producent Eddie Barclay. Okamžitě podepsali smlouvu o vydání desky. 
V roce 1975 na labelu Barclay Music byl vydán singl Ramaya - a stal se #1 v žebříčcích v mnoha evropských zemích. Píseň byla složena a produkována společně s českým hudebníkem Stanislavem Regalem.
V roce 1976 byl vydán singl Hafanana, který se stal Simonovou nejoblíbenější písní v mnoha východoevropských zemích. V červenci 1977 vystoupil Afric Simone v Německé demokratické republice ve východním Berlíně v televizním programu Ein Kessel buntes. 
Afric Simone vystupoval v Praze v roce 1979 s Karlem Gottem a Helenou Vondráčkovou.  
V roce 1999 Afric Simone vystoupil na festivalu "Tavria Games" v Kakhovce na Ukrajině. V roce 2003 se Afric Simone zúčastnil festivalu „Discoteka 80“ v Moskvě v Rusku. 

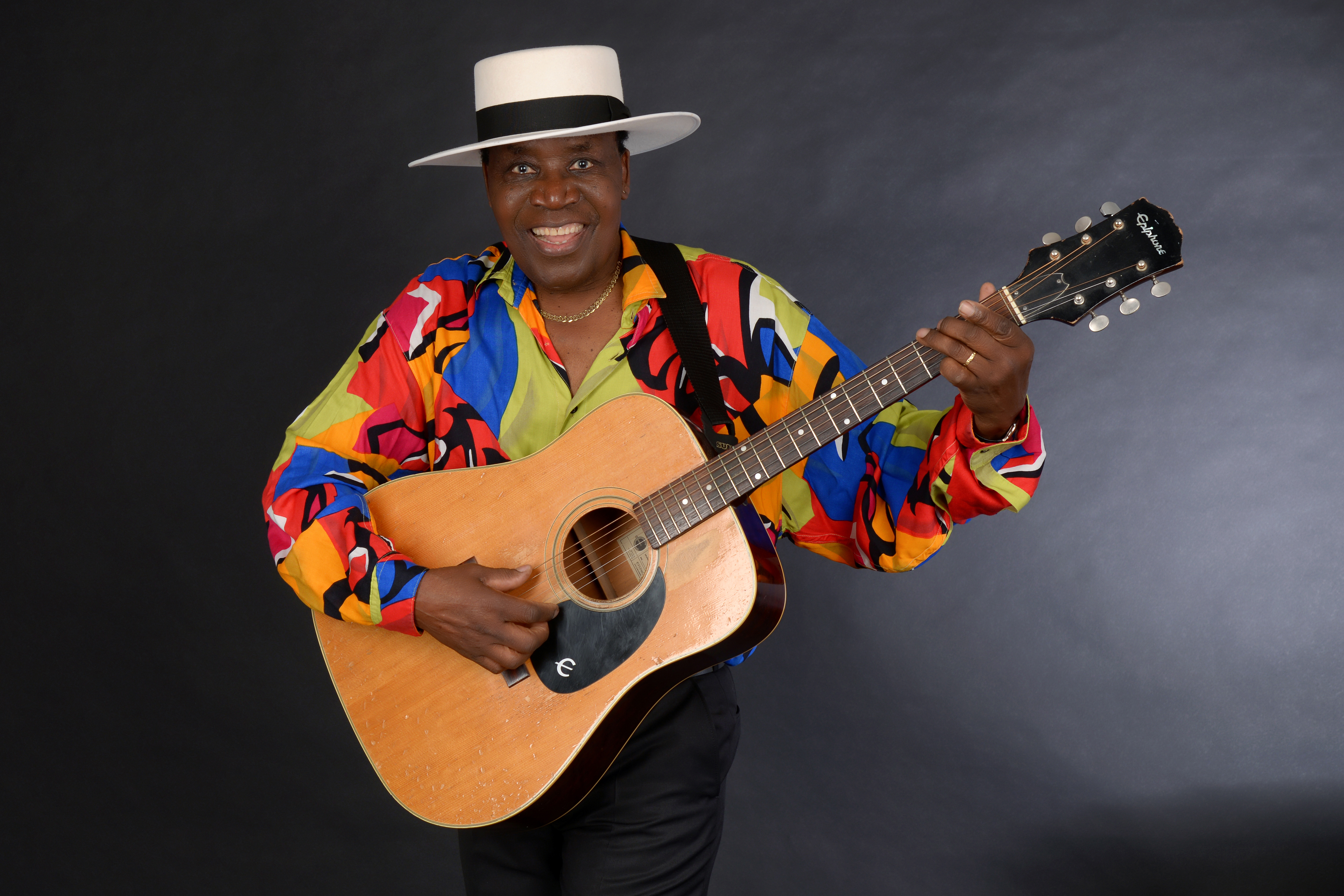
Afric Simone v roce 2016

V říjnu 2017 Afric Simone vystoupil na zahájení festivalu „Golden Schlager“    v Mogilevu v Bělorusku – společně s umělci jako Joy a 
Baccara.
V únoru 2019 se Afric Simone zúčastnil stejnojmenných festivalů , které se konaly v Berlíně a v Düsseldorfu.
V roce 2021 se Afric Simone zúčastnil očkovací kampaně Ministerstva vnitra Slovenské republiky.  
V červenci 2022 Afric Simone vystoupil v Kluži v Rumunsku na festivalu „Discoteca 80“ - spolu s takovými umělci jako Mauro, Lian Ross, Francesco Napoli.
V říjnu 2023 Afric Simone vystoupil v Budapešti v Maďarsku na festivalu „Arena Retro Party“  - spolu s takovými umělci jako Thomas Anders, Eddy Huntington a Ken Laszlo.
Na Silvestra 2023/2024 Afric Simone vystoupil v Tbilisi v Gruzii- společně s duem Ottawan. V roce 2024 poskytl Afric Simone rozhovor slovenskému zpravodajskému portálu "Žiliňák".

## Soukromý život
Simone mluví německy, anglicky, portugalsky, francouzsky, španělsky a různými africkými jazyky, ale jeho písně jsou psány ve směsi svahilštiny s několika slovy jiných jazyků. 
V roce 1978 se usadil v Berlíně. Nyní má Simone německé občanství. Byl třikrát ženatý. Z druhého manželství má Simone syna Fabia. Jeho současná manželka Ludmila je Ruska . Setkali se v Berlíně v roce 2003. 

## Diskografie

### Singly
- 1965 - Black Dynamit / Monsieur Afrique (Ariola)
- 1969 - El Matador / Mosquito (Teldec)
- 1970 - Washboard Man / Harana (Polydor)
- 1970 - Ich bin der grösste Lacher / Mr. Watussi (Telefunken)
- 1971 - Feuer Feuer Feuer / Salt-Lake-City Train (Hansa)
- 1972 - Barracuda / Hey, safari (BASF)
- 1975 – Ramaya / Piranha (Barclay, BRCNP 40066)
- 1976 – Hafanana / Sahara (Barclay, BRCNP 40072)
- 1976 – Aloha-Wamayeh / Al Capone (Hansa, 17 586 AT)
- 1977 – Maria Madalena / Aloha (Barclay)
- 1977 – Playa Blanca / Que Pasa Mombasa (Musart, MI 30387)
- 1978 – Playa blanca / Marabu (Barclay)
- 1980 – China girl / Salomé (Barclay)
- 1981 - Maria sexy Bomba de Paris
- 1983 - Lady Madonna Shanghai
- 1990 - Afro Lambada

### Alba
- 1974 - Mr.Barracuda (BASF, 20 21932-1)
- 1976 – Ramaya (Barclay, 70024)
- 1977 – Afric Simone (Barclay)
- 1978 – Afric Simone 2 (Barclay)

### CD
- 1989 – Best of Afric Simone (re-edition 2002 with bonus tracks)